# 豫菜
豫菜（又稱河南菜）是河南的地域傳統菜系，被中國烹飪界視為中国各大菜系的渊源，称作中国八大菜系的“母菜”，有“烹饪鼻祖”和“中华厨祖”之称的伊尹便出生于河南洛阳。当代豫菜是在原宫廷菜、官府菜、市肆菜和民间菜的基础上，根据中原物质条件，带有中原传统文化内涵的烹饪理论指导下，运用具备中原地域特点的技术和材料逐步积累演变而发展起来。

## 特色
因河南地处中原地区，其饮食文化口味因地域影响，河南北部多为面食，南部多为米饭。豫菜中一些菜名比较华丽优美，主要因为一些菜式源自于汉宋唐宫廷，有些饮食文化历史可以追溯到商周时期。

## 支系
现今的豫菜以郑州为中心，由四个部分构成:
- 豫东以开封为代表，恪守传统、扒制类菜肴较为典型，口味居中
- 豫西以洛阳为代表，水席为典型风味，口味稍偏酸
- 豫南以信阳为代表，炖菜类较为典型，口味稍偏辣
- 豫北以安阳为代表，善用土特产，熏卤、面食甚佳，口味稍重

## 菜式

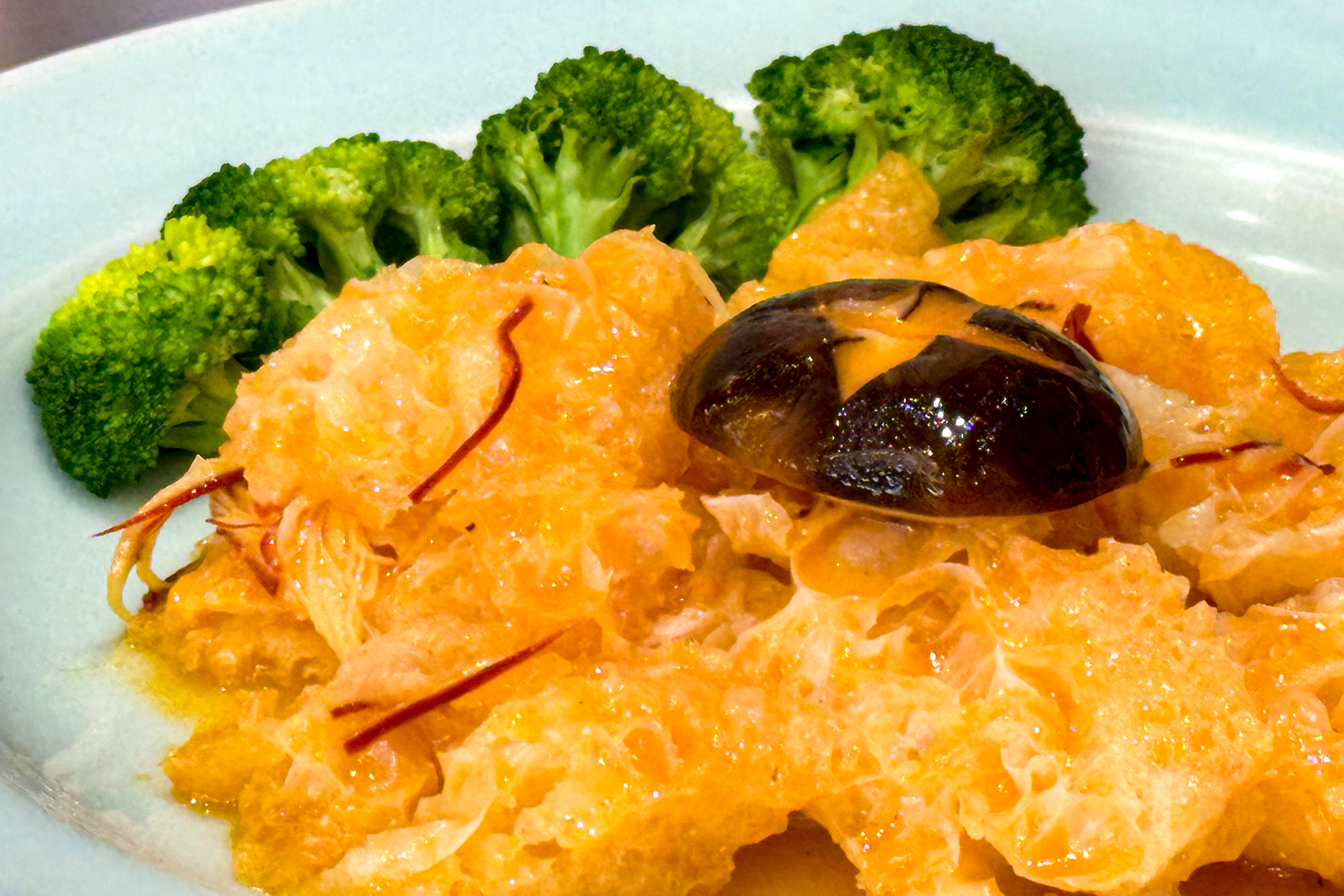
酸辣广肚

### 十大名菜
- 黄河鲤鱼焙面
- 煎扒青鱼头尾
- 炸紫酥肉
- 扒广肚
- 牡丹燕菜
- 清汤鲍鱼
- 芙蓉海参
- 葱扒羊肉
- 汴京烤鸭
- 炸八块

### 十大风味名吃

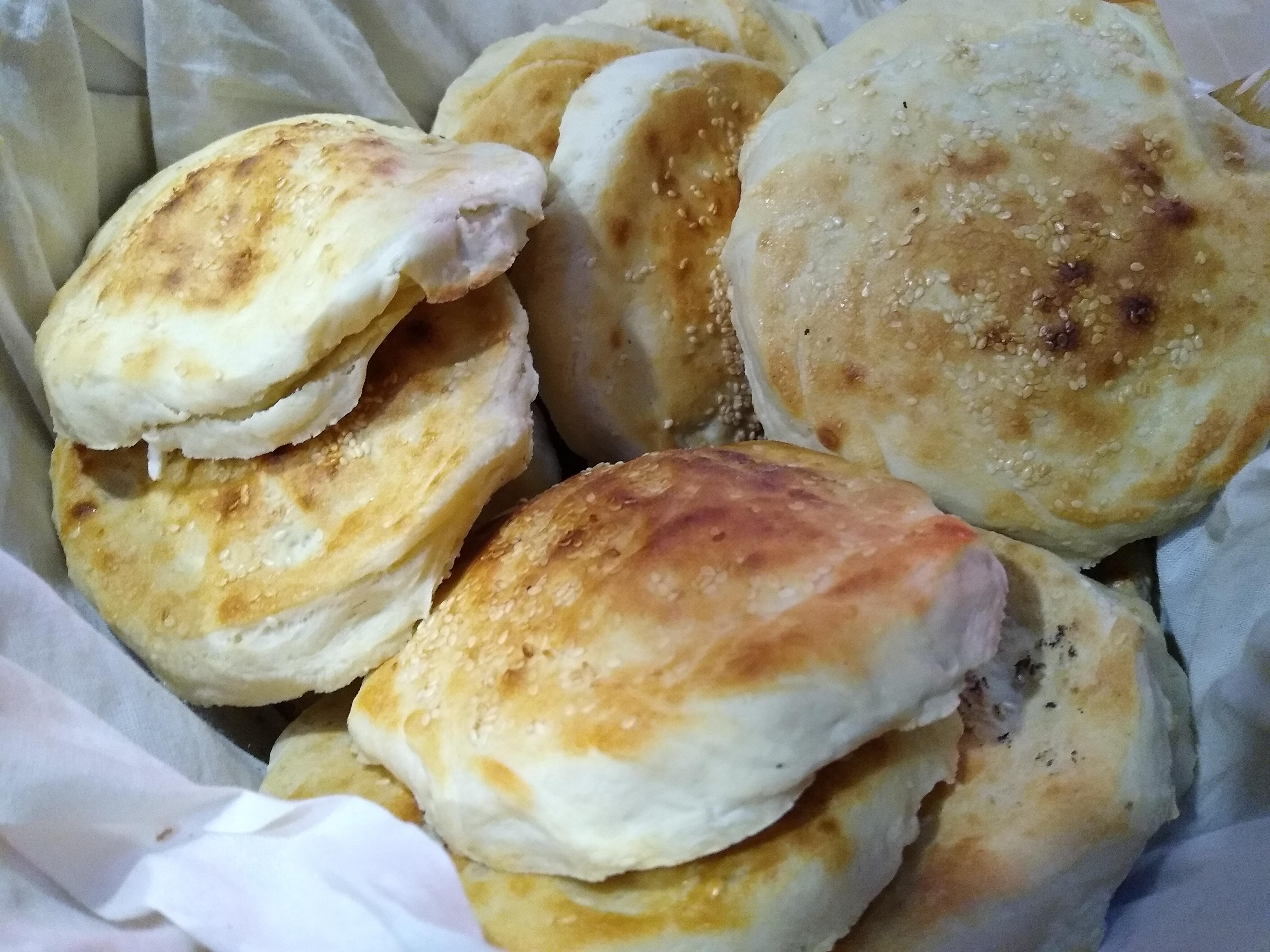
高炉烧饼

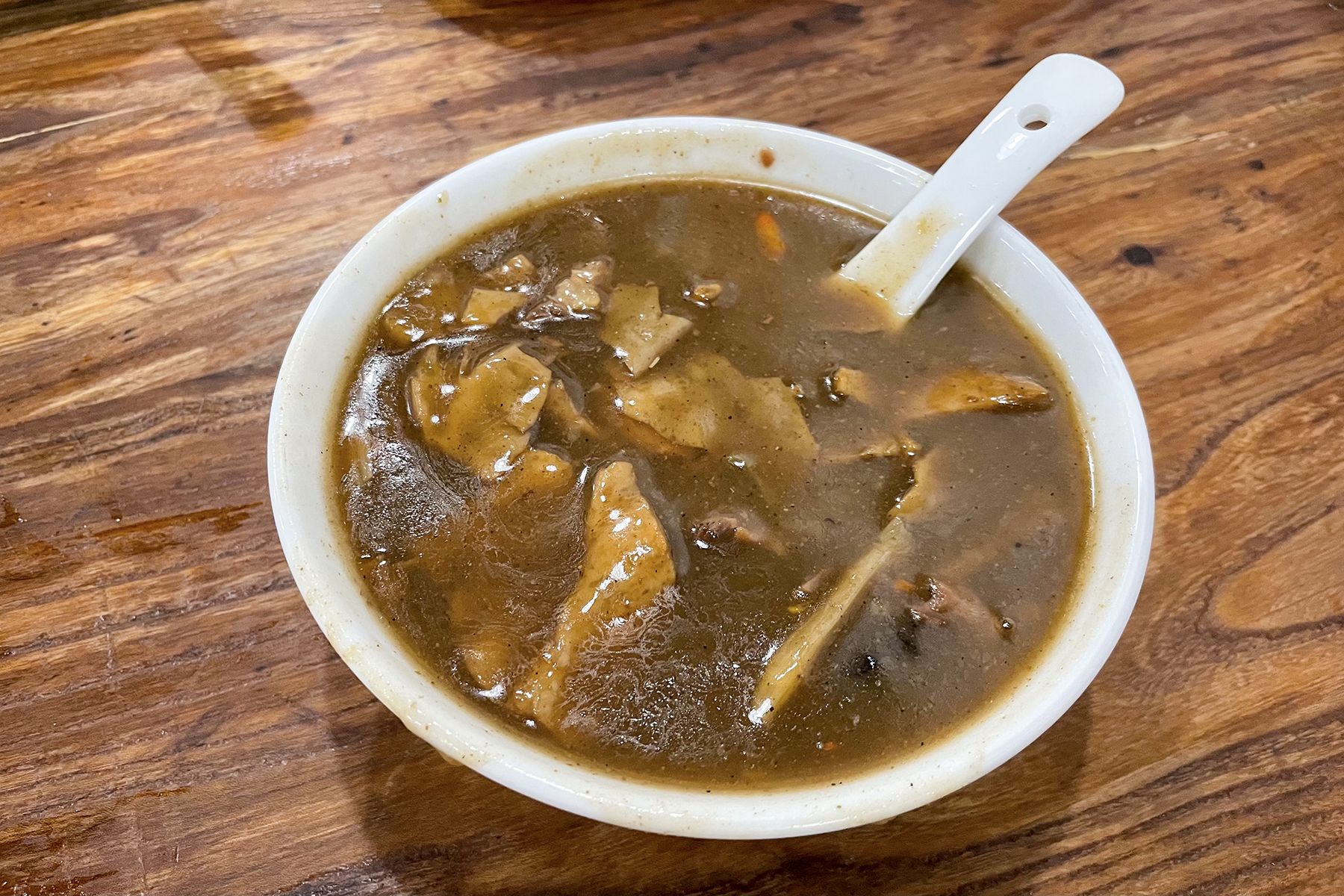
胡辣汤

- 郑州羊肉烩面
- 高炉烧饼
- 羊肉装馍
- 胡辣汤
- 羊肉汤
- 牛肉汤
- 博望锅盔
- 羊双肠
- 炒凉粉
- 油旋

### 十大麵点

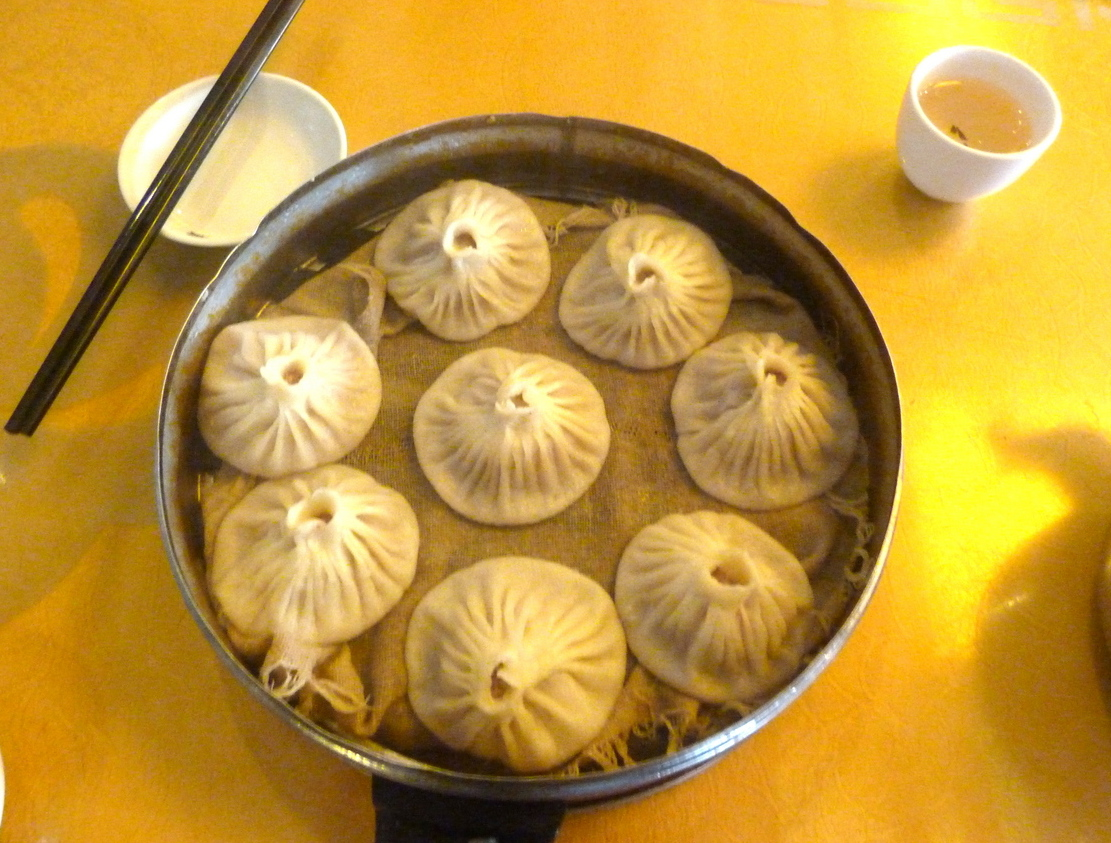
开封灌汤包

- 双麻火烧
- 鸡蛋灌饼
- 蔡记蒸饺
- 開封灌湯包
- 韭头菜盒
- 烫面饺
- 酸浆面条
- 开花馍
- 水煎包
- 萝卜丝饼

### 五大名羹
- 酸辣乌鱼蛋汤
- 肚丝汤
- 烩三袋
- 生汆丸子
- 酸辣木樨汤

### 五大卤味

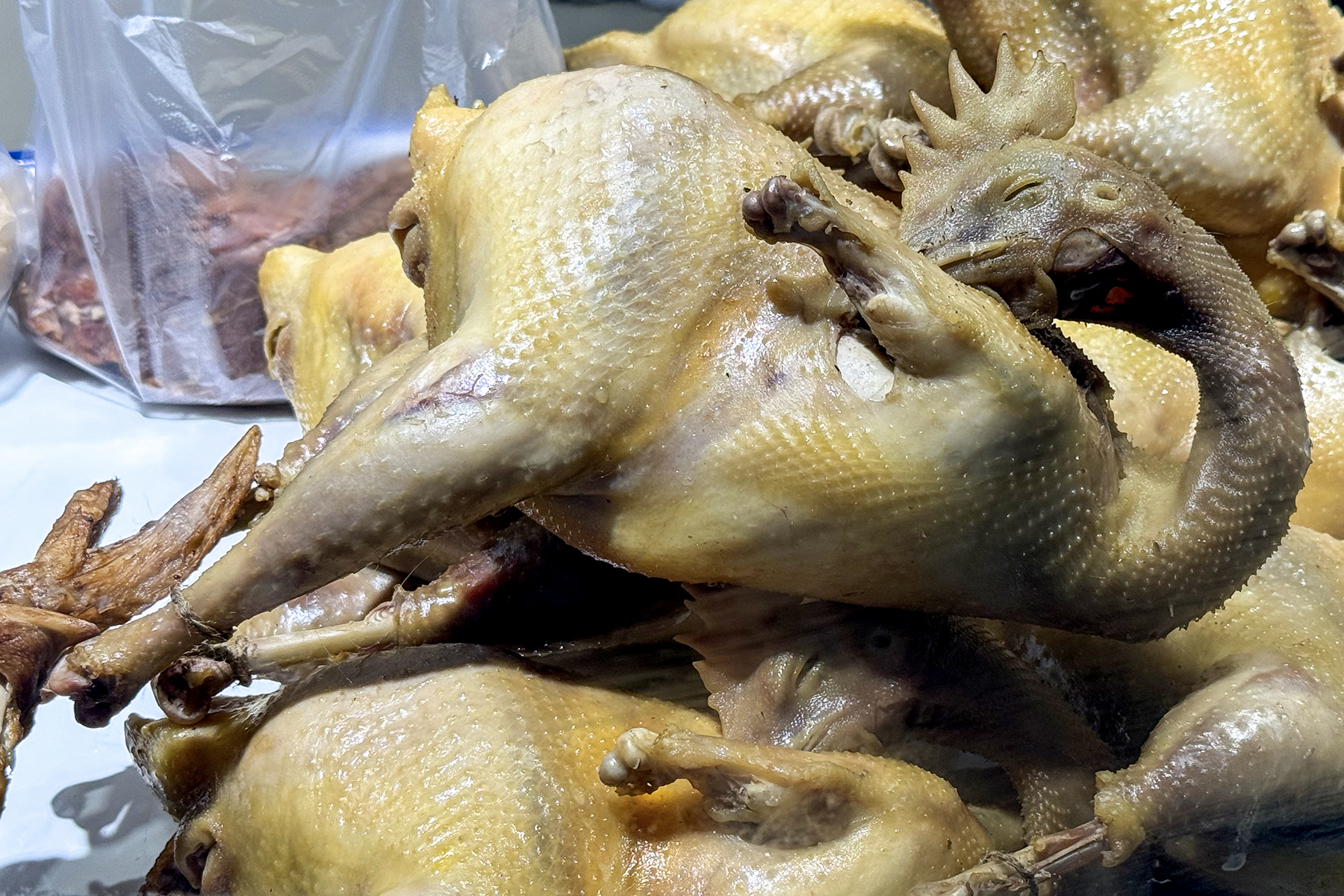
开封桶子鸡

- 马豫兴桶子鸡
- 道口烧鸡
- 五香牛肉
- 五香羊蹄
- 熏肚

### 其他
- 干蒸卤面
- 洛阳水席
- 套四宝
- 三鲜铁锅烤蛋
- 翡翠鱼丝
- 果汁龙鳞虾
- 锅贴豆腐